# アウトランド
『アウトランド』（Outland）は、1981年公開のイギリスの映画。ピーター・ハイアムズ監督・脚本、ショーン・コネリー主演。
西部劇『真昼の決闘』の翻案とも言うべきSFスリラー映画である。

## あらすじ
人類が宇宙に進出した近未来、木星の衛星イオにはチタン鉱石採掘のための採掘基地が建設され、数千人の労働者が働いていた。治安業務のため採掘基地へ派遣された連邦地方保安官のオニールは、基地で労働者が次々と不可解な死を遂げているのを知る。不審に思ったオニールが調査すると、死亡した労働者は皆強力な合成麻薬を乱用しており、その麻薬は生産能力を上げるため労働者を雇っている採掘会社の人間から密かに受け取ったものだったのだ。違法行為をしてまで生産効率を上げようとする採掘会社に単独立ち向かおうとするオニールだが、すでに彼の元には、会社に雇われた殺し屋の手が迫りつつあった。しかし、部下の保安官たちは恐れて加勢を拒む。オニールはたった1人で対峙する事となる。

## キャスト
※括弧内は日本語吹き替え
- ウイリアム・T・オニール - ショーン・コネリー（近藤洋介）
- マーク・B・シェパード - ピーター・ボイル（富田耕生）
- ラザルス医師 - フランシス・スターンハーゲン（来宮良子）
- モントーン巡査 - ジェームズ・B・シッキング（小林清志）
- キャロル・オニール - キカ・マーカム（弥永和子）
  - テレビ朝日版 - 初回放送：1985年5月5日 テレビ朝日『日曜洋画劇場』

## 日本語字幕
高瀬鎮夫